# Saint-Pardoux-le-Lac
Saint-Pardoux-le-Lac – gmina we Francji, w regionie Nowa Akwitania, w departamencie Haute-Vienne. W 2016 roku liczba ludności wynosiła 1344 mieszkańców. 
Gmina została utworzona 1 stycznia 2019 roku z połączenia trzech ówczesnych gmin: Roussac, Saint-Pardoux oraz Saint-Symphorien-sur-Couze. Siedzibą gminy została miejscowość Roussac. 